# Bombardamento di Algeri (1816)
Il bombardamento di Algeri fu un'operazione militare cogiunta del Regno Unito e del Regno dei Paesi Bassi di fermare la pirateria barbaresca delle navi corsare che partivano da di Algeri. Una flotta anglo-olandese sotto il comando dell'ammiraglio Lord Exmouth bombardarono le navi e le difese costiere della città il 27 agosto 1816.
Nonostante fosse in corso una campagna continuata volta a contrastare le attività piratesche del dey della città africana  da parte di diverse marine militari europee e di quella americana, lo scopo specifico di questa spedizione fu quello di liberare gli schiavi cristiani presenti nella città e dissuadere la presa di altri schiavi nell'avvenire. A seguito del bombardamento furono liberati quasi 3000 europei e venne firmato un trattato che aboliva la schiavitù degli europei. Tuttavia, la tratta barbaresca degli schiavi non scomparve completamente fino alla conquista francese dell'Algeria.